# Dario Desi
Dario Desi, all'anagrafe Dario Bettinelli (Milano, 3 settembre 1962), è un conduttore radiofonico, opinionista e disc jockey italiano.

## Biografia

### Radio, discoteche e motori
La carriera di Dario Desi è iniziata nel 1980. Dopo alcune esperienze in realtà locali, nel 1983 è approdato a Radio Zeta e successivamente a Discoradio di cui è stato anche direttore dei programmi. Nel 1989 è stato chiamato a far parte dello staff di Radio Milano International One O One di cui, dal 1994 al 1999 è stato anche responsabile musicale. 
Dario Desi è rimasto a One O One fino al 2005, confluendo poi nel nuovo progetto editoriale di Arnoldo Mondadori Editore R101
. Dal 2011 è passato poi a Radio Monte Carlo e dal 2018 al 2023 ha chiuso la sua carriera nel gruppo RTL 102.5. Dotato di grande professionalità e versatilità e adatto quindi a qualsiasi fascia oraria, nel corso della sua carriera ha creato e condotto sia talk show che programmi musicali di flusso. Si è inoltre occupato per anni di calcio e motori e in particolare di F1, essendo stato spesso inviato in pista. Ha collaborato con Quattroruote e altre testate specializzate, per cui ha presentato eventi e realizzato interviste legati al mondo delle corse.   Parallelamente alla radio, soprattutto negli anni 80 e 90, è stato protagonista di numerose serate come DJ in almeno un centinaio di locali tra cui:
Studio Zeta (Caravaggio - Bg), Shocking Club (Mi), Hollywood (Mi), Paradiso (Rimini),
Pashà (Riccione), Il Ciclope (Palinuro - Sa), Maggie's Park (S.Vittore Olona - Mi),
La Suerte (Laigueglia - Sv), La Selva (Vergiate - Va), La Bussola (Viareggio),
La Capannina (Bo), Le Ben Douche (Bo), Hennesy (To),
Insonnia (Casalpusterlengo - Lo), Fellini (Legnano - Mi), Byblos (Riccione). 

### Programmi ed eventi più rappresentativi
Dal 1988 al 1990 è stato utilizzato come voce ufficiale della Discoparade su Discoradio.
Nel 1996 ha prodotto la Ten Dance Compilation, edita da Dig it, per il decimo anniversario della discoteca Studio Zeta.
Nel 1998 è stato chiamato da Claudio Cecchetto a condurre su Rai Stereo 2 una puntata di Hit Parade.
Nel 2001 è stato voce ufficiale della Superclassifica su Italia 1.
Dal 2000 al 2003, in coppia con Giacomo Valenti, ha condotto su Radio 101 Happy Hour.
Nel giugno 2004, in occasione dello Yamaha Fest a Misano Adriatico, è stato presentatore con Gerry Scotti e Massimo Valli dello Yamaha Live Show in onore di Valentino Rossi.
Dal 2003 al 2005, in coppia con Massimo Valli, ha condotto su Radio 101 one-o-one il programma All Inclusive.
Dal 1990 è stato, inoltre, presentatore e animatore di importanti manifestazioni:
Motor Show, Carving Cup, Salone del motociclo, Transpotec Logitec  e molte altre.
Nel 2012, in occasione degli europei di calcio, ha condotto con Teo Teocoli su RMC "EuroTeo", con collegamenti e ospiti insieme ai principali protagonisti del torneo . Da gennaio 2011 ad agosto 2017 è stata una delle voci di punta di Radio Monte Carlo. Il 31 marzo 2018 è entrato a far parte del gruppo RTL 102.5, dove è rimasto fino al 30 giugno 2023. Qualche giorno prima ha annunciato sui social di ritirarsi dal mondo delle radio per dedicarsi ad altre attività.